# Volgogradskojereservoiret
Volgogradskojereservoiret (russisk: Волгоградское водохранилище, tr. Volgogradskoje vodokhranilisjtje) er et reservoir i oblasterne Volgograd og Saratov. Reservoiret dannet ved opdæming af Volgafloden i forbindelse med opførelsen af Volga vandkraftværk. Reservoiret er opkaldt efter byen Volgograd. Dæmningen blev bygget i 1958-1961.
Reservoirets areal er 3.117 km², volumen er 31,5 km³, længden er 540 km, den maksimale bredde er 17 km, den gennemsnitlige dybde er 10,1 m. Volgogradskojereservoiret er det tredje største reservoir på Volga, efter Kujbysjevskoje og Rybinsk.